# Bataille des sexes (tennis)
Pour les articles homonymes, voir Battle of the sexes.

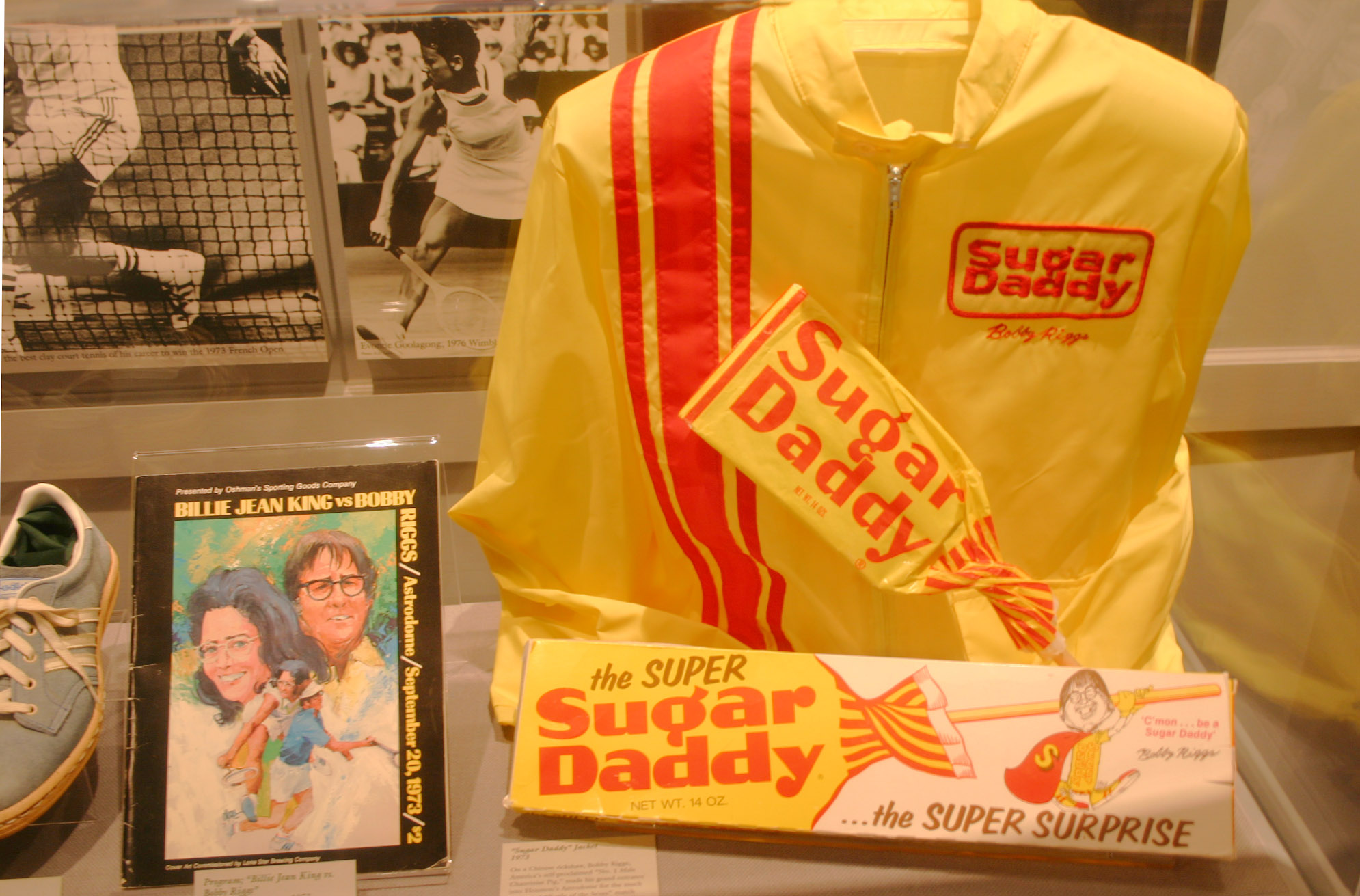
Souvenirs de la confrontation entre Billie Jean King et Bobby Riggs en 1973, exposés à l'Astrodome de Houston.

En tennis, le terme de bataille des sexes (ou battle of the sexes en anglais) est un surnom parfois utilisé pour désigner un match d'exhibition dans lequel une femme et un homme s'affrontent en simple ou, plus rarement, une paire féminine et une paire masculine en double.
Cette expression est surtout utilisée pour évoquer le plus célèbre match de ce type, durant lequel Billie Jean King a battu Bobby Riggs en 1973. Cet évènement a par ailleurs donné lieu, en 2017, à une adaptation cinématographique intitulée Battle of the Sexes.

## Les trois principales « batailles des sexes »
L'expression de « bataille des sexes » a surtout été utilisée pour les matchs impliquant Bobby Riggs en 1973, d'abord contre Margaret Court puis contre Billie Jean King, et pour la rencontre entre Martina Navrátilová et Jimmy Connors en 1992.

### 1973: Bobby Riggs bat Margaret Court
En 1973, l'ancien champion américain Bobby Riggs, alors âgé de 55 ans et retiré du circuit professionnel depuis 1962, clame publiquement que le tennis féminin est si inférieur au tennis masculin qu'il est lui-même encore capable de battre n'importe quelle femme sur un court de tennis, y compris les meilleures joueuses du moment.
Ainsi, dans le cadre de la fête des mères le 13 mai 1973, Riggs, qui se surnomme lui-même « King of the Male Chauvinist Pigs » (littéralement « Roi des porcs chauvins mâles »), défie l'Australienne Margaret Court (âgée de 30 ans), qui domine alors le circuit féminin. Avant le match, Riggs offre un bouquet de roses à son adversaire. En utilisant notamment des amorties et des lobs, Riggs s'impose 6-2, 6-1. Le match est également surnommé « Mother's Day Massacre » (« Massacre de la fête des mères »). Par provocation, Riggs se proclame « champion du tennis féminin » et ironise sur le niveau du circuit féminin en se moquant du fait que la meilleure joueuse n'est « pas capable de battre un gars avec un pied dans la tombe ».
La rencontre est diffusée sur CBS Sports et, après sa victoire, Bobby Riggs fait la couverture de Sports Illustrated et du Time.

### 1973: Billie Jean King bat Bobby Riggs

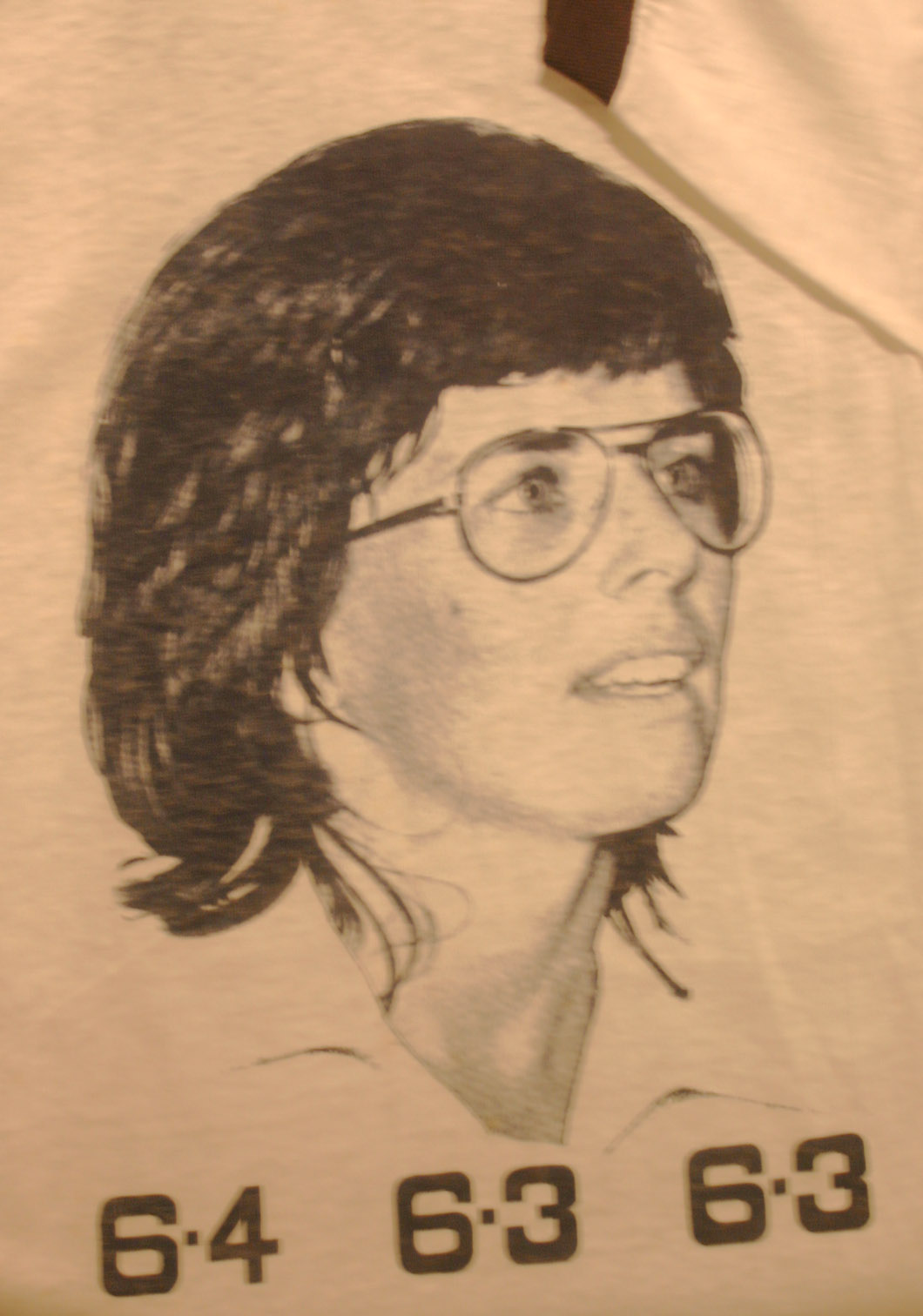
Portrait de Billie Jean King avec le score de sa victoire contre Bobby Riggs.

Après sa victoire contre Court, Bobby Riggs profite de sa médiatisation pour poursuivre ses moqueries envers le tennis féminin. Il fait alors une proposition très lucrative (100 000 USD en cas de victoire) à sa compatriote Billie Jean King (29 ans), une autre grande joueuse de l'époque, qui accepte de l'affronter à son tour dans un match diffusé en prime time sur ABC. La promotion de cette rencontre introduit alors l'expression battle of the sexes. Profitant lui aussi de la médiatisation de l'évènement, Bobby Riggs obtient 50 000 $ auprès d'un sponsor, l'entreprise Tootsie Roll Industries (en), en portant une veste aux couleurs de la friandise Sugar Daddy (en) durant les trois premiers jeux du match.
La rencontre a lieu le 20 septembre 1973, à l'Astrodome de Houston (Texas). L'entrée des deux adversaires est très théâtralisée : King arrive telle Cléopâtre dans un palanquin porté par quatre hommes musclés et torses nus, alors que Riggs pénètre sur le court dans un pousse-pousse tiré par plusieurs mannequins en tenue légère.
Dans un match au meilleur des cinq sets, Billie Jean King s'impose en trois manches : 6-4, 6-3, 6-3.
Cet évènement donne lieu à un téléfilm diffusé en 2001, When Billie Beat Bobby (en), réalisé par Jane Anderson, avec Holly Hunter et Ron Silver dans les rôles principaux. En 2013, James Erskine et Zara Hayes sortent un documentaire sur le sujet, simplement intitulé Battle of the Sexes. Une autre fiction inspirée de ce match sort au cinéma en 2017 : Battle of the Sexes, réalisée par Jonathan Dayton et Valerie Faris. Dans cette version, Emma Stone et Steve Carell incarnent à leur tour King et Riggs.

### 1992: Jimmy Connors bat Martina Navrátilová
Après avoir refusé des propositions de matchs contre John McEnroe ou Ilie Năstase, l'Américaine Martina Navrátilová accepte d'affronter son compatriote Jimmy Connors, ancien no 1 mondial. Les organisateurs de la rencontre souhaitent initialement que Connors joue contre Monica Seles, la meilleure joueuse du moment, avant de se tourner vers Navrátilová.
Connors considère ce match comme une « guerre » alors que Navrátilová la désigne comme un « match des egos ».
Le match, diffusé en pay-per-view, a lieu le 25 septembre 1992, au Caesars Palace de Las Vegas (Nevada). Quelques ajustements sont décidés pour équilibrer la partie : Connors n'a droit qu'à une balle de service pour chaque point et Navrátilová a la possibilité de jouer dans la moitié des couloirs habituellement réservés aux matchs de double.
Connors, alors 62e au classement ATP, bat Navrátilová en deux sets : 7-5, 6-2.

## Listes des confrontations entre joueuses et joueurs de haut niveau
Si l'expression de « bataille des sexes » n'est pas systématiquement utilisée pour désigner des matchs entre des joueuses et joueurs de haut niveau, d'autres rencontres du même type ont été organisées, la première ayant eu lieu dès 1888.
Dans des conditions très variables, seules quatre des treize confrontations de ce type se sont soldées par une victoire féminine, dont le seul match joué en double.
Ne sont listés ici que les matchs de haut niveau joués en public. Il est en effet possible de trouver des sources évoquant des confrontations du même type dans d'autres circonstances comme à l'entraînement (par exemple les victoires de Karan Rastogi contre Maria Sharapova) ou à des niveaux de jeu moins élevés.
1. En 1888, à Exmouth (Angleterre), le Britannique Ernest Renshaw bat sa compatriote Lottie Dod (2-6, 7-5, 7-5), dans un match où la joueuse commence chaque jeu avec un score de 30-0 en sa faveur[1].
2. Le 27 mai 1921, à Saint-Cloud (Hauts-de-Seine), l'Américain Bill Tilden bat la Française Suzanne Lenglen dans un match joué en un seul set : 6-0.
3. Le 28 janvier 1933, à San Francisco, l'Américaine Helen Wills bat son compatriote Phil Neer (en) (6-3, 6-4)[4].
4. Le 13 mai 1973, à Ramona (Californie), l'Américain Bobby Riggs bat l'Australienne Margaret Court (6-2, 6-1).
5. Le 20 septembre 1973, à l'Astrodome de Houston (Texas), l'Américaine Billie Jean King bat son compatriote Bobby Riggs (6-4, 6-3, 6-3).
6. Le 26 octobre 1975, durant un évènement multisport appelé « Challenge of the Sexes », à Mission Viejo (Californie), le Suédois Björn Borg bat la Britannique Virginia Wade en une seule manche (6-2).
7. Également lors du « Challenge of the Sexes » du 26 octobre 1975, le Roumain Ilie Năstase bat l'Australienne Evonne Goolagong (7-5).
8. Le 23 août 1985, à Atlantic City (New Jersey), les Américaines Martina Navrátilová et Pam Shriver battent en double leurs compatriotes Bobby Riggs et Vitas Gerulaitis (6-3, 6-2, 6-4).
9. Le 25 septembre 1992, au Caesars Palace de Las Vegas (Nevada), l'Américain Jimmy Connors (62e au classement ATP) bat sa compatriote Martina Navrátilová (7-5, 6-2)[5].
10. En 1998, durant l'Open d'Australie à Melbourne, l'Allemand Karsten Braasch (203e au classement ATP) bat l'Américaine Serena Williams (53e au classement WTA) dans un match en un seul set : 6-1[6].
11. Également en marge de l'Open d'Australie 1998, Karsten Braasch affronte ensuite Venus Williams (16e au classement WTA), qu'il bat aussi en un set : 6-2[6].
12. En décembre 2003, à Forest National à Bruxelles, le Français Yannick Noah (alors retiré du circuit) bat la Belge Justine Henin (no 1 mondiale au classement WTA) (4-6, 6-4, 7-6)[7].
13. En septembre 2013, à Pékin, la Chinoise Li Na (5e au classement WTA) bat le Serbe Novak Djokovic (1er au classement ATP) , dans un match en trois jeux gagnants (3-2) où la joueuse commence chaque jeu avec un score de 30-0 en sa faveur[8].